# Senna M
Senad Galijašević (Vitez, BIH, 1. lipnja 1954.), široj javnosti poznatiji pod umjetničkim imenom Senna M, a u ranoj karijeri kao Senad od Bosne, bosanskohercegovački je i hrvatski glazbenik, inovator, producent i poduzetnik. Dobitnik je nagrade Emmy za postignuća u inženjerstvu, znanosti i tehnologiji (u suradnji s hrvatskom tvrtkom Stype).

## Glazbena karijera
Počeo je pjevati već sa šest godina. Osnovnu i srednju školu završio je u Vitezu. Galijašević je svoju karijeru započeo kao pop pjevač pod nadimkom Senad od Bosne. Tijekom jedanaestogodišnjeg razdoblja (1978. - 1989.) stekao je široku popularnost s hitovima poput „Šal” (1978.) i „Jasmina” (1986.).
Bavio se dance glazbom od 1991. do 2004. godine pod umjetničkim imenom Senna M. Imao je hitove koji su obilježili dance scenu, među kojima su: "Beba malena", „Selma”, „Indijanac”, i dr. 
Pojavio se 2023. godine u emisiji „Masked Singer” na hrvatskom RTL-u. Nastupio je na „Megadance partyju” u Areni Zagreb 9. veljače 2024.

## Diskografija

### Albumi
- „Čovjek s neba” (1995.)
- „Izvor”" (2002.).

## Poduzetnička karijera
Nakon što se povukao s glazbene scene, Galijašević se posvetio razvoju sofisticirane tehnologije za filmsku i televizijsku industriju. Osnovao je tvrtku „Senna Innovation Factory” koja proizvodi specijaliziranu opremu, uključujući kamere i rasvjetna tijela za filmsku i televizijsku industriju.
Njegova tehnološka rješenja korištena su na mnogim prestižnim projektima kao što su: serije „Igra prijestolja” i „Vikinzi”, film „Robin Hood” i dr.
Galijaševićeva inovativna tehnologija prepoznata je i od strane NASA-e, koja je kupila njegovu kameru. Njegov kompjuterski program za upravljanje velikim svjetlosnim zidovima s LED tehnologijom omogućio je nastanak spektakularnih vizualnih efekata, poput oluje s munjama na vedrom nebu u filmu „Bijeg mora”.
Dobitnik je nagrade Emmy za postignuća u inženjerstvu, znanosti i tehnologiji (u suradnji sa Stypeom).
S obitelji živi u zagrebačkoj četvrti Peščenica, gdje je smješteno i sjedište njegove kompanije. 